# Plomion
Plomion é uma comuna francesa na região administrativa de Altos da França, no departamento de Aisne. Estende-se por uma área de 16,39 km². Em 2010 a comuna tinha 470 habitantes (densidade: 28,7 hab./km²).